# Crónica de una señora
Crónica de una señora és una pel·lícula argentina dramàtica de 1971 dirigida per Raúl de la Torre, segons el seu propi guió escrit en col·laboració amb María Luisa Bemberg. És protagonitzada per Graciela Borges, Mercedes Sombra, Lautaro Murúa i Federico Luppi. Es va estrenar el 29 de juliol d'aquest any.

## Sinopsi
Una dona d'alta burgesia entra en crisi quan una amiga se suïcida, replantejant-se la seva vida a partir de llavors.

## Repartiment
- Graciela Borges
- Mercedes Sombra
- Lautaro Murúa
- Federico Luppi
- Sara Bonet
- Fernando Tacholas Iglesias
- Amadeo Sáenz Valiente
- Angie Reynal
- Blanca Isabel Alvarez de Toledo (Blanca Isabel García Uriburu als crèdits)
- José Marie
- Gustavo Fabiani
- Jorge Fiszon
- Miguel Bayón
- Carmen Cavaliero
- Socorro González
- Rene Knutti
- Marisa Prado
- Carlos Padulla
- María del Carmen Medrano

## Base del guió
María Luisa Bemberg va escriure una peça teatral curta titulada La margarita es una flor, que va presentar en un concurs per a obres d'un sol acte del diari La Nación que finalment va ser declarat desert. Aquesta peça va passar a ser el guió de Crónica de una señora quan gràcies a un amic va conèixer a Raúl de la Torre. Si bé ella no va dirigir la pel·lícula és obvi que el tema havia molt o tot de veure amb la seva experiència de vida. El seu punt de vista especialment crític, va ser expressat pel director amb mesura i bon gust. La pel·lícula narra un conflicte més o menys comú però el fa amb una mirada diferent que constituïa una novetat al cinema argentí; aquesta novetat és que conforme la seva visió els conflictes no són neutrals respecte al gènere sinó que, al contrari, els seus personatges femenins són víctimes d'un sistema que relega a la dona a un ordre injust i opressiu.

## Producció
María Luisa Bemberg va assistir a totes les filmacions i en alguns casos la seva opinió no va coincidir amb la De la Torre. Quan ho va comentar amb Juan Carlos Desanzo que era l'il·luminador, aquest li va preguntar perquè no dirigia ella. Bemberg va objectar que no sabia res de tècnica però Desanzo la va animar: “només necessites un assistent, un il·luminador i un compaginador”. La guionista va acceptar el consell i a partir d'allí va començar la seva carrera de directora de cinema.

## Recepció
La crònica de l' Heraldo del Cine deia sobre la pel·lícula: 
| « | ”La història parteix d'un succés, una crònica per a delinear fins al detall un retrat; inútil és creure que es tracta d'un procés metonímic, una obra per la qual a través d'un personatge es mostra una expressa tot una classe social. Fina és una substància plàstica, una sensible, modificable per la mort d'una amiga que li fa visible la seva pròpia mort”. | » |

Segons l'opinió de Manrupe i Portela es tracta del “clàssic del duo De la Torre-Borges, morosa, ben actuada i amb un guió per moments ingenu, on es nota la mà de la Bemberg.

La crítica Clara Fontana va escriure:
| « | “Bemberg va organitzar l'anècdota no tant sobre els fets com sobre la naturalesa del conflicte, l'únic eix del qual és el sentiment d'inutilitat i aïllament de la protagonista. Aquest sentiment és presentat com l'efecte d'expectatives socials que castren la creativitat de la dona i la condemnen a la impotència. La seva força i la seva convicció neixen del coneixement meticulós que María Luisa Bemberg té del grup social i l'ambient en què aquest tipus de drama pot ocórrer...no ofereix alternatives conciliadores. Tot és fals, asfixiant i opressiu per a la dona domèstica. Gairebé corre el risc d'un moralisme a l'inrevés. Bemberg afirma amb tota la força de la seva convicció “feminista” que el disseny de vida casolana i familiar que coneixem és una espècie de “mort moral”… La protagonista, bella i frívola esposa d'un home poderós, perplexa davant el suïcidi d'una amiga que és també, com ella mateixa, “bella, frívola i esposa d'un home poderós”, revé la seva vida. Descobreix així, desolada, l'índole de les seves relacions i afectes. El suïcidi de l'amiga adquireix una dimensió dramàtica en la mesura en què retrospectivament apareix com a simètric del probable encara que no explícit suïcidi de Fina, la Senyora del títol. Si al començament ens preguntem juntament amb els personatges, què va poder empeny empènyer a aquesta noia aparentment feliç a una decisió extrema, el buit existencial de Fina, que la trama descriu detalladament (el seu avorriment, la seva solitud, el cansament del benestar i la falta d'una finalitat constructiva, el sense sentit de la seva vida a penes encobert per alguna infidelitat ocasional) és la resposta”. | » |

## Premis
L'actriu Graciela Borges va rebre el premi Conquilla de Plata a la millor actriu al Festival Internacional de Cinema de Sant Sebastià 1971.